# دورلي سوريا
دورلي جارمل سوريا (14 ديسمبر 1900-7 يوليو 2002)  دعائية أمريكية ومنتجة لتسجيلات الموسيقى الكلاسيكية وصحفية. شاركت مع زوجها داريو سوريا في تأسيس شركة Cetra-Soria Records و Angel Records.

## بداية مهنتها الفنية
تخرجت من جامعة كولومبيا، وعملت كصحفية قبل أن يستأجرها مدير الحفلات آرثر جودسون لإدارة الدعاية لشركته (التي أصبحت فيما بعد شركة إدارة المواهب). كانت مديرة الصحافة والدعاية لأوركسترا نيويورك الفيلهارمونية التي كان جودسون يديرها. لعبت دورًا مهمًا في ترسيخ مكانة أرتورو توسكانيني، ثم مديرة الموسيقى، خلال جولة الأوركسترا الأوروبية عام 1930. روجت لأحداث مثل الظهور الأول للفيلهارموني ليونارد برنشتاين عام 1943 وجولة الأوركسترا الأوروبية عام 1951. في عام 1942، تزوجت من داريو سوريا، الذي هاجر إلى الولايات المتحدة من إيطاليا قبل عدة سنوات.
في عام 1946، كجزء من جهودها للترقية في فناني كولومبيا، شاركت في تأسيس مع Nelson Lansdale Artist Life، وهي مجلة مخصصة للمديرين ورؤساء المنظمات والوكالات الموسيقية الأخرى. وضع مجلس إدارة كولومبيا نهاية لحياة الفنان في خريف عام 1949، نقلاً عن 6000 قارئ ولكن عجزًا يتراوح بين 6000 و 7000 دولار. عندما سأل بوريس موروس رأيها حول أي عازف يجب تضمينه في حفلة القادم بقاعة كارنيجي، اقترحت سوريا عليه عازف التشيلو جريجور بياتيغورسكي، غير مدركه أن موروس كان أحد معلمي بياتيغورسكي.

## إنتاج الاسطوانات
في عام 1948، أنشأ داريو سوريا علامة Cetra-Soria للضغط وتوزيع تسجيلات الأوبرا من علامة Cetra الإيطالية في الولايات المتحدة. بالاستفادة مما كان متاحًا في إيطاليا، نادرًا ما تقدم العلامة الموزعة أوبرا في أمريكا لأول مرة. بناءً على إصرار سوريا، تضمنت إصدارات Cetra-Soria كلاً من النصوص الإيطالية الكاملة والترجمات الإنجليزية، مما وضع المعيار الذي اعتاد عليه عشاق الأوبرا المسجلة الآن.
في عام 1953، أطلقت عائلة سوريا شركة Angel Records، التي أنتجت ووزعت التسجيلات الكلاسيكية الشهيرة لشركة EMI، الشركة الأم. خلال فترة عملها مع Angel Records، استخدمت Dorle Soria مهاراتها الترويجية لتسليط الضوء على قائمة الفنانين. أنتجت كرات أوبرا تسلط الضوء على ماريا كالاس في أول ظهور لها في أوبرا شيكاغو وأوبرا متروبوليتان. تمت الإشارة إلى الجودة العالية للحفل، حيث وصفه أحد النقاد لاحقًا بأنه «منتج راقي على طول الطريق».
بعد أن أنتجوا ما يقرب من 500 ألبوم، تركت سوريا الشركة في عام 1958 بعد أن دمجتها EMI مع فرعها الأمريكي، Capitol Records. ثم بدأت عائلة سوريا في إنتاج سلسلة «فاخرة» من التسجيلات الكلاسيكية لـ RCA Victor Red Seal تحت عنوان «مجموعة سوريا».
تلقت سوريا ترشيحين لجائزة جرامي في عام 1963 لأفضل غلاف ألبوم.
في الستينيات، كتبت Dorle Soria عمودًا أسبوعيًا لبرامج حفلات كارنيجي هول. لم تتخلى مطلقًا عن تدريبها الصحفي، فقد كتبت للمجلات High Fidelity و Opera News و Musical America التي كتبت لها عمودًا شهريًا بعنوان «حياة الفنان» (وهو نفس الاسم الذي نشرته قصيرة العمر في الأربعينيات). في عام 1982، قامت بتأليف دراسة بعنوان أوبرا متروبوليتان: دليل. منتجة لسلسلة «الأوبرا التاريخية» في MET، حصلت على جائزة في عام 1986 لعملها في إصدار بث عام 1939 لسيمون بوكانيغرا عن تسجيلات طويلة.
توفيت دورلي سوريا في مدينة نيويورك في 7 يوليو 2002 عن عمر يناهز 101 عامًا.